# Raul Greystoke, 5.º Barão de Greystoke
Raul Greystoke, 5.º Barão de Greystoke (em inglês: Ralph Greystoke; 9 de setembro de 1406 - 1 de junho de 1487) foi um membro da nobreza inglesa no início do século XV e protagonista durante a Guerra das Rosas no norte. Por seu casamento com Isabel, filha de Guilherme, Lorde FitzHugh, formalizou a aliança de longa data que existia entre as duas famílias há algum tempo.

## Biografia
Raul era o filho mais velho de João de Greystoke, 4.º Barão de Greystoke com sua segunda mulher, Isabel Ferrers, filha de Roberto Ferrers, 3.º Barão Ferrers de Wem. Morador do Castelo de Greystoke, em Cumberland, ele era frequentemente chamado ao serviço do rei em questões relativas à fronteira da Inglaterra com a Escócia. Ele foi convocado ao parlamento em 1436, 1439, 1441 e 1485.